# Тамбовка (Седельниковский район)
Тамбо́вка — деревня в Седельниковском районе Омской области. Входит в состав Евлантьевского сельского поселения.

## История
Основана в 1855 году. В 1928 году состояла из 93 хозяйств, основное население — русские. В административном отношении деревня являлась центр Тамбовского сельсовета Седельниковского района Тарского округа Сибирского края.

## Население
| 1926 | 2010 |
| ---- | ---- |
| 440  | ↘173 |

## Улицы
В деревне имеются две улицы: Новая и Центральная.